# 司马灵寿
司马灵寿（？—485年），河内温县（今河南省焦作市温县）人，出自三祖司马氏冠军房，北魏安远将军、丹阳简侯司马叔璠长子，北魏官员。

## 生平
司马灵寿在神䴥年间与弟弟司马道寿一起投奔北魏，被任命为冠军将军，封温县侯，外任陈郡太守。始光三年（426年），刘宋荆州刺史谢晦在江陵起兵，引领北魏南蛮校尉、安南大将军左长史王慧龙为援兵，王慧龙都督司马灵寿等一万军队攻克刘宋思陵的戍守，进一步围困项城，谢晦失败后才班师回军。神䴥三年（430年），宋文帝刘义隆北伐时，北魏朝廷下诏司马灵寿招募义士，得到两千多人，跟从西平公安颉攻破虎牢、滑台、洛阳三城，将五百余家迁徙到河内郡。司马灵寿又跟随讨伐柔然，西征凉州，所到之处都立下功劳。司马灵寿后出任辽西郡太守，任内治理受到清廉俭朴的称道。太和九年（485年），司马灵寿去世，朝廷赠予怀州刺史，谥号靖。司马灵寿娶太宰、顿丘王李峻的女儿，与岳父李峻来往关系不好，每次相见都被贬退，所以官职无法升到高位。

## 家庭

### 兄弟
- 司马道寿，北魏宁朔将军、宜阳子

### 子女
- 司马惠安，北魏太尉谘议参军事、温县侯
- 司马直安，北魏左将军